# ジャンドレ・ラブスカフニ
ジャンドレ・ラブスカフニ（Jeandre Labuschagne、1999年7月17日 - ）は、ジャパンラグビーリーグワンの横浜キヤノンイーグルスに所属している、南アフリカ共和国出身のラグビーユニオン選手。

## 経歴
南アフリカ共和国クワズール・ナタール州北部のレディスミス生まれ。マリツバーグ・カレッジ（Maritzburg College）で学び、シャークスのアカデミーに入団した。
2018年、U19全国選手権決勝ではクワズール・ナタール州チームで出場しトライも決め、チームは優勝した。
2021年7月10日、南アフリカ共和国遠征を行ったブリティッシュ＆アイリッシュライオンズとの対戦で、控え選手としてシャークスのシニアデビューを果たした。以降、カリーカップのシャークスと、ユナイテッド・ラグビー・チャンピオンシップのシャークスの両方で活躍。
2025年3月28日、ジャパンラグビーリーグワンの横浜キヤノンイーグルスへの加入を発表した。